# Arimaa
Arimaa es un juego de mesa de estrategia por turnos para dos jugadores que puede ser jugado con el mismo equipo, tablero y piezas que el ajedrez. Arimaa ha probado hasta ahora, ser más difícil para jugadores con inteligencia artificial (computadoras) que el ajedrez.

## Historia
Arimaa fue inventado por Omar Syed, un ingeniero en computación con especialización en inteligencia artificial. Syed se inspiró en la derrota de Garry Kasparov en las manos del famoso computador para ajedrez IBM Deep Blue, para diseñar un juego nuevo que pudiera ser jugado con el mismo conjunto de piezas de ajedrez, que fuera difícil que un computador lo jugara bien, pero que tuviera reglas tan fáciles y simples como para que su hijo de cuatro años, Aamir, lo entendiera. El origen del nombre "Arimaa", viene de "Aamir" escrito al revés más una "a" inicial.
En el 2002, Syed publicó las reglas para Arimaa y anunció un premio de 10.000 USD, disponible anualmente hasta el año 2020, para el desarrollador, grupo o Corporación que creara el primer programa de computadora (ejecutándose en hardware barato y de común obtención) que fuese capaz de vencer a un jugador de alto nivel en un partido de seis juegos o más. Syed también obtuvo una patente sobre las reglas de Arimaa, y logró conseguir que "Arimaa" fuera una marca registrada bajo su nombre (Véase más abajo para más información).

## Reglas
Arimaa se juega en un tablero de ajedrez con cuatro casillas demarcadas (con monedas, o con un color diferente, o simplemente recordándolas) como casillas de trampa, nombradas como c3, f3, c6 y f6 en notación ajedrecística algebraica. Los dos jugadores, Oro y Plata, controlan cada uno a dieciséis piezas. Estas piezas son, en orden de la más fuerte a la más débil, un elefante (), un camello (), dos caballos (), dos perros (), dos gatos () y ocho conejos (). Estos pueden estar representados por el rey, la dama (reina), las torres, los alfiles, los jinetes (caballos) y peones, respectivamente, cuando se juega con piezas de ajedrez.
|    | |    |    |    |    |    |    |
|    | \| \| \| \| \| \| \| \| \| \| \| \| \| \| \| \| \| \| \| \| \| \| \| \| \| \| \| \| \| \| \| \| \| \| \| \| \| \| \| \| \| \| \| \| \| \| \| \| \| \| \| \| \| \| \| \| \| \| \| \| \| \| \| \| \| \| \| \| \| \| \| \| |    |    |    |    |    |    |
|    | |    |    |    |    |    |    |
| a8 | b8 | c8 | d8 | e8 | f8 | g8 | h8 |
| a7 | b7 | c7 | d7 | e7 | f7 | g7 | h7 |
| a6 | b6 | c6 | d6 | e6 | f6 | g6 | h6 |
| a5 | b5 | c5 | d5 | e5 | f5 | g5 | h5 |
| a4 | b4 | c4 | d4 | e4 | f4 | g4 | h4 |
| a3 | b3 | c3 | d3 | e3 | f3 | g3 | h3 |
| a2 | b2 | c2 | d2 | e2 | f2 | g2 | h2 |
| a1 | b1 | c1 | d1 | e1 | f1 | g1 | h1 |

| a8 | b8 | c8 | d8 | e8 | f8 | g8 | h8 |
| a7 | b7 | c7 | d7 | e7 | f7 | g7 | h7 |
| a6 | b6 | c6 | d6 | e6 | f6 | g6 | h6 |
| a5 | b5 | c5 | d5 | e5 | f5 | g5 | h5 |
| a4 | b4 | c4 | d4 | e4 | f4 | g4 | h4 |
| a3 | b3 | c3 | d3 | e3 | f3 | g3 | h3 |
| a2 | b2 | c2 | d2 | e2 | f2 | g2 | h2 |
| a1 | b1 | c1 | d1 | e1 | f1 | g1 | h1 |

El objetivo de este juego es mover un conejo del color propio, hasta la fila inicial (fila objetivo) del oponente.
Por lo tanto, Oro gana cuando mueve un conejo dorado a la octava fila, y Plata gana al mover un conejo plateado a la primera fila. Sin embargo, como es difícil llevar un conejo hasta la fila objetivo mientras el tablero esta lleno de piezas, el objetivo intermedio es capturar las piezas del oponente al empujarlas o tirarlas hacia las casillas o cuadros de trampa.
El juego comienza con un tablero vacío. Oro posiciona sus dieciséis piezas de oro en cualquier configuración (es decir, puede posicionar las piezas, donde este considere preciso) en las filas primera y segunda. Plata entonces posiciona sus dieciséis piezas de plata en cualquier configuración en las filas séptima y octava. El diagrama a la derecha muestra una configuración inicial posible.
|    | |    |    |    |    |    |    |
|    | \| \| \| \| \| \| \| \| \| \| \| \| \| \| \| \| \| \| \| \| \| \| \| \| \| \| \| \| \| \| \| \| \| \| \| \| \| \| \| \| \| \| \| \| \| \| \| \| \| \| \| \| \| \| \| \| \| \| \| \| \| \| \| \| \| \| \| \| \| \| \| \| |    |    |    |    |    |    |
|    | |    |    |    |    |    |    |
| a8 | b8 | c8 | d8 | e8 | f8 | g8 | h8 |
| a7 | b7 | c7 | d7 | e7 | f7 | g7 | h7 |
| a6 | b6 | c6 | d6 | e6 | f6 | g6 | h6 |
| a5 | b5 | c5 | d5 | e5 | f5 | g5 | h5 |
| a4 | b4 | c4 | d4 | e4 | f4 | g4 | h4 |
| a3 | b3 | c3 | d3 | e3 | f3 | g3 | h3 |
| a2 | b2 | c2 | d2 | e2 | f2 | g2 | h2 |
| a1 | b1 | c1 | d1 | e1 | f1 | g1 | h1 |

| a8 | b8 | c8 | d8 | e8 | f8 | g8 | h8 |
| a7 | b7 | c7 | d7 | e7 | f7 | g7 | h7 |
| a6 | b6 | c6 | d6 | e6 | f6 | g6 | h6 |
| a5 | b5 | c5 | d5 | e5 | f5 | g5 | h5 |
| a4 | b4 | c4 | d4 | e4 | f4 | g4 | h4 |
| a3 | b3 | c3 | d3 | e3 | f3 | g3 | h3 |
| a2 | b2 | c2 | d2 | e2 | f2 | g2 | h2 |
| a1 | b1 | c1 | d1 | e1 | f1 | g1 | h1 |

Después de que las piezas sean ubicadas en el tablero, los jugadores alternan su turno de juego, comenzando con Oro. Un turno consiste en hacer de uno a cuatro pasos. Con cada paso, una pieza propia se puede mover a un cuadro desocupado, hacia la derecha, izquierda, adelante o hacia atrás, con excepción de los conejos que no pueden retroceder. Los pasos de un turno pueden ser hechos por una sola pieza, o distribuidos entre varias piezas en cualquier orden. Cada turno debe hacer un cambio neto a la posición de las piezas del tablero. Por tanto, uno no puede, por ejemplo, adelantar un paso hacia adelante, un paso hacia atrás y terminar el turno.
El segundo diagrama, del mismo juego que la posición inicial mostrada anteriormente, ayuda a ilustrar las restantes reglas del movimiento.

### Reposicionar
Un jugador puede usar dos pasos de un turno para reposicionar una pieza del oponente con una pieza propia que sea más fuerte y que se encuentre adyacente a la primera (en cualquier punto cardinal). Por ejemplo, un perro propio puede mover a un conejo o a un gato del oponente, pero no a un perro, caballo, camello o elefante. La pieza más fuerte puede empujar o tirar a la pieza débil adyacente.
Cuando se tira, la pieza más fuerte se posiciona en un cuadro vacío, y el cuadro que ocupaba ahora es tomado por la pieza débil. Por ejemplo, el elefante plateado en d5 podría moverse a d4 (o c5 o e5) y tirar al caballo dorado de d6 a d5.
Cuando se empuja, la pieza débil es movida a un cuadro vacío adyacente, y el cuadro del que provenía es ocupado por la pieza más fuerte. El elefante dorado en d3 podría empujar al conejo plateado de d2 a e2 y entonces ocupar a d2. Nótese que el conejo en d2 no puede ser empujado a d1, c2 o d3 porque estas casillas no están vacías.
Las piezas propias no pueden ser reposicionadas. Además, una pieza no puede empujar y tirar simultáneamente. Por ejemplo, el elefante dorado en d3 no puede empujar simultáneamente al conejo plateado en d2 a e2 y tirar al conejo plateado de c3 a d3. Un elefante nunca puede ser reposicionado, ya que no hay ninguna pieza más fuerte.

### Piezas congeladas
Una pieza que es adyacente (en cualquier punto cardinal) a una pieza más fuerte del jugador oponente, se considera congelada, al menos que ésta también sea adyacente a una pieza propia. Las piezas congeladas no pueden ser movidas por su dueño, pero pueden ser reposicionadas por el oponente. Una pieza congelada puede, a su vez, congelar una pieza que sea más débil. Por ejemplo, el conejo plateado en a7 está congelado, pero el conejo que está en d2 se puede mover, ya que es adyacente a una pieza plateada. Similarmente, el conejo dorado en b7 está congelado, pero el gato dorado en c1 no lo está. Los perros en a6 y b6 no se congelan el uno al otro porque tienen la misma fuerza. Un elefante, no puede ser congelado, ya que no hay nada más fuerte, pero puede ser bloqueado (enlace en inglés).

### Casillas de trampa
Una pieza que entra en una casilla de trampa es capturada y removida del tablero, a menos que tenga una pieza del mismo color adyacente a ella. Por ejemplo, si Plata tuviera el turno, podría capturar al caballo dorado en d6 al empujarlo a c6 con el elefante en d5. También se puede capturar una pieza que está encima de una casilla de trampa, si todas las piezas adyacentes del mismo color son reposicionadas de su lugar. Por tanto, en el ejemplo, si el conejo plateado en c4 y el caballo plateado en c2 se mueven, voluntariamente o por ser reposicionados, la pieza en c3, un conejo plateado, sería capturado.
Nótese que una pieza puede colocarse voluntariamente en una casilla de trampa, incluso si es capturada por ende. Además, se puede completar el segundo paso en una maniobra de "tirar", incluso si la pieza que está "tirando" es capturada en el primer paso. Por ejemplo, Plata en su turno, podría mover el conejo plateado de f4 a g4, mover el caballo plateado de f2 a f3, con lo cual cede en captura al caballo, para mover el conejo dorado de f1 a f2, esto último aún como parte del movimiento del caballo.
En la posición que se ha diagramado, si fuera el turno de Oro, éste podría ganar en tres pasos: El perro en a6 puede empujar al conejo de a7 a a8, y cuando el perro esté en a7, descongela al conejo en b7, que puede caminar a b8 para asegurar la victoria.

### Condición de victoria
Además de la anteriormente mencionada (llevar un conejo hasta la fila inicial del contrincante), hay otras formas para que el juego termine. Se muestra la frecuencia en que esto ocurre entre paréntesis:
- (2.2%) Si, al principio del turno de un jugador, éste no puede hacer ningún movimiento porque todas sus fichas están congeladas o bloqueadas. El jugador en cuyo turno se cumpla esta condición, pierde.
- (0.2%) Si la misma posición de fichas ocurre tres veces con el mismo jugador en turno, el jugador cuyo turno cause esta condición, pierde. Solo las posiciones al final de cada turno son consideradas por esta regla, no las posiciones al final de cada paso. (Esta regla originalmente no consideraba un lado a moverse, pero Syed la cambio para parecerse más a la regla de repetición de jugadas del ajedrez, el 28 de mayo de 2005).
- (0.0%) Si todos los 16 conejos del tablero son capturados, el juego es un empate. (En torneos de eliminación, donde un empate podría ser conveniente, Syed reglamentó que un jugador que capturara todos los 8 conejos del oponente ganaría el juego, sin embargo a septiembre de 2006, la diferencia en ésta regla no ha importado).

Finalmente, si un conejo del oponente es reposicionado a la línea objetivo y reposicionado fuera de ésta en el mismo turno, el juego continua.

## Estrategia y tácticas
Para ver información a profundidad sobre muy buenas estrategias para cualquier principiante (y experto) de Arimaa, véanse los artículos en el Wikilibro de Arimaa sobre tácticas y 
estrategia (todos los enlaces en inglés).

## Ineptitud de las computadoras para jugar a Arimaa
Hay varios aspectos del Arimaa que hacen que sea difícil que un programa de computadora le gane fácilmente a buenos jugadores humanos. Ya que se ha puesto mucho esfuerzo en el desarrollo de excelente software para jugar ajedrez, por tanto, es particularmente relevante entender por qué las técnicas aplicables para el ajedrez no son efectivas para el Arimaa.
Los mejores programas de ajedrez usan una búsqueda de fuerza bruta, emparejada con evaluación de posiciones estáticas, dominada por consideraciones materiales. Los programas de ajedrez examinan muchos, muchos movimientos posibles, pero a su vez no son buenos, comparados con jugadores humanos, para determinar quien va ganando al final de una serie de movimientos, al menos que un lado tenga más fichas que el otro. Lo mismo se aplica a los programas de Arimaa, pero sus resultados no son tan buenos en la práctica.
Cuando una búsqueda de fuerza bruta se aplica a Arimaa, la profundidad de la búsqueda es limitada por la gran cantidad de opciones que un jugador puede tener en un turno. Un jugador de Arimaa puede tener tantas opciones legales para un paso, como un jugador de ajedrez pueda tener para un turno. Por ende, un programa que puede buscar a una profundidad de 16 movimientos puede adelantarse 8 turnos para cada jugador en ajedrez, pero solamente 2 turnos (8 pasos), aproximadamente, por cada jugador en Arimaa.
Para un software de ajedrez, la profundidad de una búsqueda de fuerza bruta se ve casi doblada al usar una técnica llamada eliminación alfa-beta, lo que permite que el software concluya que movimiento es mejor que otro sin tener que examinar cada posible continuación del movimiento más débil. Si el oponente puede destruir un movimiento dado con una sola respuesta, no es necesario examinar otras respuestas, lo cual dramáticamente incrementa la velocidad de la búsqueda. En Arimaa, sin embargo, el turno de juego cambia solo cada 4 pasos, lo cual reduce el número de posibles salidas en una búsqueda basada en pasos.
Además, la utilidad de la eliminación alfa-beta depende fuertemente del orden en el cual se consideran los movimientos. Los buenos movimientos solo deberían considerarse antes que los malos para que los malos sean rechazados. Particularmente, los movimientos de jaque y de captura son cruciales para el proceso de eliminación, porque a menudo son mucho mejores que otros movimientos. En el software para Arimaa, las mejoras que la eliminación alfa-beta provee son menores, porque capturar piezas es menos frecuente. En ciertos juegos nivelados que se han jugado en arimaa.com, solo 3% de los pasos resultan en capturas, comparado contra un 19% de movimientos del ajedrez que resultan en captura.
En la mayoría de las posiciones de Arimaa, particularmente en el principio del juego, cuando el tablero aún esta lleno, un jugador competente puede evitar perder cualquier pieza en los primeros 2 turnos. Comparado con el ajedrez, Arimaa permite que cualquier jugador retarde las capturas por mucho más tiempo. De hecho, el movimmiento promedio en el cual ocurren capturas en el ajedrez es en el turno 6, mientras que en Arimaa es el turno 12. La pelea es inicialmente más posicional en Arimaa, y gira alrededor de que las capturas sean inevitables en algún punto en el futuro. Esto aumenta la importancia de juzgar correctamente quien está ganando terreno en alguna forma no material. Por ende, la fuerza de los programas de computador (que examinan millones de posiciones) no es tan significante como sus debilidades (juzgar la posición aparte de quien tenga más piezas).
La debilidad de los programas de Arimaa en las fases de apertura es aumentado mayormente por la fase de configuración. En el ajedrez, cada juego comienza con la misma posición de las piezas. Al tener compilada una lista de posibles respuestas a cualquier apertura estándar antes de cada juego, los programas de ajedrez pueden realizar una docena o más de excelentes movimientos antes de que el programa tenga que "pensar". Los humanos hacen lo mismo, pero tienen una memoria de aperturas más pequeña y menos confiable, lo que hace que los humanos tengan una desventaja relativa en el ajedrez. Arimaa, en contraste, tiene millones de posibles maneras en las cuales se pueden configurar las piezas antes de los primeros movimientos. Esto previene que algún programa tenga algún tipo de librería de aperturas.
Mientras el juego progresa, los intercambios de piezas y el avance de los conejos tienden a hacer que el posicionamiento de las fichas sea más abierto y táctico. Los programas para Arimaa típicamente juegan mejor en este tipo de posiciones, porque estos pueden ver movimientos tácticos que los humanos podrían no observar. Sin embargo, es usualmente posible que un jugador humano pueda evitar posiciones abiertas jugando de una forma conservadora, e intentar posiciones estratégicas en las cuales los computadores fallan. En Arimaa, cuando se enfrenta contra un oponente que juega de forma conservadora, es casi imposible romper su posición, mientras que en ajedrez es meramente difícil. Uno debe vencer un juego en defensa al acumular pequeñas ventajas a largo plazo, ventajas que los programas no dilucidan fácilmente.
Una técnica adicional del ajedrez computarizado que no se aplica a Arimaa es tener una librería de tableros finales del juego. Ciertos juegos de ajedrez de nivel maestro, llegan a finales inciertos con solo unas pocas piezas, por ejemplo rey y caballo versus rey y torre. Es posible construir una tabla exhaustiva de todas las correctas movidas para estas posiciones, por medio de un análisis retrógrado. Los programas solo deberán consultar una tabla pre-generada de ciertas posiciones, en vez de "pensar", lo que le da una ventaja relativa sobre los humanos. Arimaa, en contraste, muy pocas veces llega a un juego final predeterminado. Igualmente, ciertos intercambios de piezas son menos comunes que en el ajedrez, así que es muy raro que un juego de Arimaa quede en una posición donde sea incierto. Un juego promedio de Arimaa solo tiene unas 8 capturas (a comparación de 17 para el ajedrez), además ciertos jugadores humanos de mayor nivel pueden derrotar a los mejores programas sin perder ni una sola pieza, por ejemplo el quinto juego del Desafío de 2007 (enlace en inglés) (enlace roto disponible en Internet Archive; véase el historial, la primera versión y la última).. En el Campeonato Postal de 2007, el juego entre los dos finalistas (enlace en inglés) (enlace roto disponible en Internet Archive; véase el historial, la primera versión y la última). solo tuvo una sola captura, un sacrificio para forzar la llegada al objetivo.
Omar Syed espera que, debido a que las técnicas tradicionales de los computadores para jugar Arimaa son marginalmente efectivas, sus programadores deban ser forzados a usar técnicas de inteligencia artificial para crear un programa que juegue Arimaa fuertemente. La satisfactoria construcción de un programa de ajedrez de la talla de un campeonato mundial ha producido muchas técnicas para que se pueda jugar satisfactoriamente, pero no ha contribuido nada a una mayor inteligencia de estos programas en general; de hecho, las técnicas de los programas jugadores de ajedrez han sido excluidas de algunas definiciones de inteligencia artificial. Una meta de Arimaa es que las técnicas utilizadas para lograr que un computador lo juegue, ayude a conseguir mayores objetivos en el campo de la inteligencia artificial.

### Desafío de la máquina versus el humano
La estructura del desafío de la máquina contra el humano se enfoca en recompensar avances en el software de inteligencia artificial, mas no avances en el hardware. En el desafío anual, todos los programas retadores se ejecutan en máquinas elegidas y proveídas por Syed, bajo el criterio que será un computador típico, barato, casero y de fácil obtención. El desafío no será abierto a algún programador que requiera máquinas costosas con multiprocesadores como aquellas que se usan para retar ajedrecistas humanos de talla mundial, mucho menos algo como Deep Blue, un supercomputador personalizado, aunque el suceso de éste acercamiento intensivo por hardware fuese el acercamiento que inspirara la invención de Arimaa. Syed cree que las supercomputadoras actuales pueden tener el poder de conquistar a Arimaa por fuerza bruta, y por ende, los computadores personales podrían hacerlo también.

### Historial del desafío de la máquina contra el humano
| Año  | Premio | Retador | Desarrollador | Defensor humano                            | Nivel humano   | Resultado       | Notas |
| ---- | --- | ------- | ------------- | ------------------------------------------ | -------------- | --------------- | --- |
| 2004 | USD 10.000 USD 10.000 hasta 2020 por Omar Syed                                                                                       | Bomb    | David Fotland | Omar Syed                                  | #1             | 0-8             | Syed cedió un conejo como ventaja para el computador en el último juego.                                                                                    |
| 2005 | USD 10.000 USD 10.000 hasta 2020 por Omar Syed                                                                                       | Bomb    | David Fotland | Frank Heinemann                            | #4             | 1-7             | No se tuvo ningún tipo de ventaja en ningún juego. |
| 2006 | USD 17.500 USD 10.000 hasta 2020 por Omar SyedUSD 5.000 hasta el 2010 por Omar SyedUSD 2.000 por Paul MertensUSD 500 por Karl Juhnke | Bomb    | David Fotland | Karl Juhnke Greg Magne Paul Mertens        | #1 #2 #6       | 0-3 1-2         | Mertens cedió un camello en su último juego, y perdió. |
| 2007 | USD 17.100 USD 10.000 hasta 2020 por Omar SyedUSD 5.000 hasta el 2010 por Omar SyedUSD 1.500 por Paul MertensUSD 600 por Karl Juhnke | Bomb    | David Fotland | Karl Juhnke Brendan M Omar Syed N Siddiqui | #1 #19 #20 #27 | 0-3 0-2 0-3 1-0 | Juhnke cedió un perro, un caballo y un camello respectivamente. Syed cedió un gato en su último juego. Siddiqui substituyó a Brendan para su segundo juego. |
| 2008 | USD 17.000 USD 10.000 hasta 2020 por Omar SyedUSD 5.000 hasta 2010 por Omar SyedUSD 1.000 por Paul MertensUSD 1.000 por Karl Juhnke  |         |               |                                            |                |                 | |

El desafío Arimaa se ha llevado a cabo en 4 oportunidades hasta ahora. Anteriormente al tercer desafío, Syed cambió el formato para requerir que el software ganase 2 de 3 juegos contra cada uno de los tres jugadores, para reducir la presión psicológica de cada voluntario defensor individual. Además, Syed ha solicitado patrocinio externo para el desafío Arimaa, de forma que se pueda ofrecer un fondo de premio más grande.
En cada uno de los cuatro ciclos del desafío, David Fotland, renombrado por su programa Many Faces of Go (Las Muchas Caras de Go, enlace en inglés), ganó el Campeonato de Computadores de Arimaa (enlace en inglés), con el derecho de jugar por el dinero del premio, solo para ver que su programa fuese derrotado decisivamente cada año. En el 2007, el computador perdió 8 de 9 juegos, ganando solo cuando un jugador humano suplente, reemplazó a uno de los postulados por un juego. Una de las pérdidas del computador (enlace en inglés) sucedió aun cuando el jugador humano cedió (como ventaja para el computador) su camello. Cada año, hasta ahora, más jugadores de niveles bajos han podido defender el Desafío Arimaa, que en los años anteriores, lo que sugiere que el margen de dominio de la humanidad sobre los computadores está aumentando en el presente, aunque una de las más grandes razones por las cuales esto pasa es porque más y más jugadores se están sintiendo cómodos con el juego.

## Patente y marca registrada
La Patente USPTO n.º 6981700: «No. 6,981,700» de Estados Unidos de América fue postulada el 3 de octubre de 2003, y otorgada el 3 de enero de 2006 a Omar Syed, quien también posee la marca registrada del nombre "Arimaa".
Syed sin embargo expresó que su objetivo no es restringir el uso no comercial de la marca, y por lo tanto lanzó una licencia llamada "Licencia Pública de Arimaa" con la intención de "hacer que Arimaa sea un juego del dominio público tanto como sea posible, mientras aún se proteja su uso comercial". Los artículos cubiertos por la licencia son la patente y la marca registrada.